# Фининг
Фининг (њем. Finning) општина је у њемачкој савезној држави Баварска. Једно је од 31 општинског средишта округа Ландсберг ам Лех. Према процјени из 2010. у општини је живјело 1.682 становника. Посједује регионалну шифру (AGS) 9181120.

## Географски и демографски подаци
Фининг се налази у савезној држави Баварска у округу Ландсберг ам Лех. Општина се налази на надморској висини од 609 метара. Површина општине износи 23,3 km². У самом мјесту је, према процјени из 2010. године, живјело 1.682 становника. Просјечна густина становништва износи 72 становника/km².